# 頭胸部

一隻軟甲綱生物的構造圖，黃色區域為頭胸部

頭胸部（cephalothorax）是許多節肢動物的一個體段，包括相連的頭部和胸部，與腹部截然相別。 術語"cephalothorax"一詞來自希臘語（頭部）和（胸部）。 最常見於螯肢亞門和甲殼亞門的生物身上，在其他諸如六足亞門生物身上頭胸依舊是分離的。 鲎和許多甲殼亞門動物的頭胸部都有甲殼覆蓋。